# سوزان كوليت
سوزان كوليت هي مصممة مطبوعات كندية، ولدت في 1961.

## وصلات خارجية
- الموقع الرسمي